# المكفيس (حبيش)

تعديل مصدري - تعديل

المكفيس محلة تابعة لقرية الميدان، التابعة لعزلة العارضة بمديرية حبيش إحدى مديريات محافظة إب في الجمهورية اليمنية، بلغ تعداد سكانها 93 حسب تعداد اليمن لعام 2004.